# 日曜9時は遊び座です
『日曜9時は遊び座です』（にちようくじはあそびざです）は、日本テレビ系列局ほかで放送されていた日本テレビ製作のバラエティ番組、シチュエーション・コメディドラマである。日本テレビ系列局では1984年10月14日から1985年3月31日まで、毎週日曜 21:00 - 21:54 （日本標準時）に放送。
萩本欽一がプロデュース。1980年初頭からの第三世代演劇集団による小劇場ブーム（第三舞台、劇団スーパー・エキセントリック・シアターなど）を意識。レギュラー出演者らは『遊び座の劇団員』というコンセプトである。毎回コメディの要素を盛り込んだ喜劇を上演する。
毎回、観客を迎えての公開収録を行った。小劇団の公演という演出であるため、基本的に撮り直しなしで収録。オープニングは、劇場と同じく上演開始を告げるブザーが鳴り、緞帳代わりのカーテンを開けるところから始まる。エンディングでは出演者一同がステージに介し、カーテンコールに応える。
萩本自身は放送開始の前年に過労で倒れたこともあり、番組に出演せず裏方に徹する姿勢でいた。しかし、視聴率100%男の異名を持つ萩本欽一プロデュースと鳴り物入りで始まったものの、視聴率が伸び悩んだことに加え「欽ちゃんを見たい」という声も寄せられたため、途中から出演するようになった。萩本が出演し、毎回アドリブを加えることで舞台演劇のライブ感が増してテコ入れになるかと思われたが、長年続いているテレビ朝日『日曜洋画劇場』、TBSテレビ『日曜劇場』、フジテレビ『花王名人劇場』の安定した視聴率には太刀打ちできず、およそ半年で幕を下ろした。なお、萩本は本番組終了後に休養宣言を行い、当時のレギュラー番組を全て降板した。
2021年現在、衛星波の再放送、映像ソフトの販売、動画配信サイトの配信はされていない。

## 出演者
レギュラー出演者
- 三浦洋一 - 1985年から自身の楽曲「Good Night Angel」が挿入歌として使用される
- 岡田奈々
- 田島令子
- 河西健司
- 中島陽典 - 困惑する場面に遭遇すると「え〜い、踊ってしまえ〜！」と独特の踊りをして煙に巻くギャグがお約束
- 萩本欽一（コント55号） - 7回目か8回目[どれ?]から出演。

不定期出演・ゲスト
- 西山浩司
- 風見慎吾
- 石井彰雄
- 谷啓
- 水野久美
- 長門裕之
- 梨本謙次郎
- 一色彩子
- 堤和博
- 堀敏彦
- 坂上二郎（コント55号）
- ほか

## スタッフ
- 脚本：大岩賞介／君塚良一
- 音楽：山本直純／佐藤寛
- タイトル：丸山能明
- 演出補：高木治男
- 記録：勝間田恵子
- 制作協力：浅井企画
- 制作担当：金谷勲夫、神戸文彦／宮嶋章
- プロデューサー：池田文雄
- 演出：篠木爲八男
- 製作著作：日本テレビ

## 放送局
系列はネット終了時（1985年3月）のもの。
| 放送対象地域   | 放送局         | 系列                                         | 備考              |
| -------------- | -------------- | -------------------------------------------- | ----------------- |
| 関東広域圏     | 日本テレビ     | 日本テレビ系列                               | 製作局            |
| 北海道         | 札幌テレビ     | 日本テレビ系列                               |                   |
| 青森県         | 青森放送       | 日本テレビ系列 テレビ朝日系列                |                   |
| 岩手県         | テレビ岩手     | 日本テレビ系列                               |                   |
| 宮城県         | ミヤギテレビ   | 日本テレビ系列                               |                   |
| 秋田県         | 秋田放送       | 日本テレビ系列                               |                   |
| 山形県         | 山形テレビ     | フジテレビ系列                               | [ 1 ] [ 2 ] [ 3 ] |
| 福島県         | 福島中央テレビ | 日本テレビ系列                               |                   |
| 山梨県         | 山梨放送       | 日本テレビ系列                               |                   |
| 新潟県         | テレビ新潟     | 日本テレビ系列                               |                   |
| 長野県         | 信越放送       | TBS系列                                      | [ 1 ] [ 4 ]       |
| 静岡県         | 静岡第一テレビ | 日本テレビ系列                               |                   |
| 富山県         | 北日本放送     | 日本テレビ系列                               |                   |
| 福井県         | 福井放送       | 日本テレビ系列                               |                   |
| 中京広域圏     | 中京テレビ     | 日本テレビ系列                               |                   |
| 近畿広域圏     | 読売テレビ     | 日本テレビ系列                               |                   |
| 広島県         | 広島テレビ     | 日本テレビ系列                               |                   |
| 山口県         | 山口放送       | 日本テレビ系列 テレビ朝日系列                |                   |
| 徳島県         | 四国放送       | 日本テレビ系列                               |                   |
| 香川県・岡山県 | 西日本放送     | 日本テレビ系列                               |                   |
| 愛媛県         | 南海放送       | 日本テレビ系列                               |                   |
| 高知県         | 高知放送       | 日本テレビ系列                               |                   |
| 福岡県         | 福岡放送       | 日本テレビ系列                               |                   |
| 長崎県         | テレビ長崎     | フジテレビ系列 日本テレビ系列                |                   |
| 熊本県         | 熊本県民テレビ | 日本テレビ系列                               |                   |
| 大分県         | テレビ大分     | フジテレビ系列 日本テレビ系列 テレビ朝日系列 |                   |
| 宮崎県         | テレビ宮崎     | フジテレビ系列 日本テレビ系列 テレビ朝日系列 |                   |
| 沖縄県         | 沖縄テレビ     | フジテレビ系列                               | [ 1 ] [ 5 ]       |

- 当時石川県には日本テレビ系列局はなし。
- 鳥取県と島根県の日本テレビ系列局である日本海テレビでは、同時間帯にテレビ朝日『日曜洋画劇場』を放送したため非ネット。
- 鹿児島県における日本テレビ系列局の鹿児島テレビ放送は、同時間帯に『火曜サスペンス劇場』を遅れネットをしていたため、当番組は非ネット。